# Michael Gore
Michael Gore (5 de marzo de 1951) es un compositor estadounidense ganador de un Óscar a la Mejor Canción Original por "Fame".

## Biografía
Es el hermano menor de la cantautora Lesley Gore. Gore estudió en la Escuela Dwight-Englewood, de la que se graduó en 1969. En 2004 recibió el Premio al Alumno Distinguido.
Gore, junto al letrista Dean Pitchford, ganó el Óscar en 1981 a la Mejor Canción Original por "Fame", perteneciente a la banda sonora original de la película homónima. También ganó ese año el premio Óscar a la Mejor Banda Sonora Original. 
Gore y Pitchford estrenaron en 1988 el musical de Broadway, Carrie: The Musical, escrito por Lawrence D. Cohen y basado en la novela homónima de Stephen King publicada en 1974. El espectáculo, dirigido por Terry Hands de la Royal Shakespeare Company, se convirtió en uno de los fracasos más infames de Broadway, recibiendo críticas polarizadas de los críticos de teatro. A pesar de las audiencias y las comparaciones positivas con The Rocky Horror Show, los inversores retiraron rápidamente sus recursos de la producción. La obra se convertiría en un clásico de culto clandestino y, a finales de la década de 2000, Gore y el equipo creativo la revisaron en profundidad para ser reestrenada en 2012. El reestreno, que estuvo más en línea con la visión original del trabajo del equipo creativo, se abrió con elogios de la crítica y se convirtió en una propiedad con licencia disponible para la compra.  Dos de sus canciones, con letra de Lynn Ahrens, aparecieron en la película Camp de 2003.
También compuso el tema y la banda sonora de la exitosa película de 1983 La fuerza del cariño, protagonizada por Shirley MacLaine y Debra Winger, logrando un éxito en la lista Adult Contemporary bajo su propio nombre con el tema principal de la película. El sencillo de "Terms of Endearment" pasó seis semanas en el Billboard Hot 100, alcanzando el puesto 84 en abril de 1984.

## Filmografía
- Fame (1980)
- La fuerza del cariño (1983)
- La chica de Rosa (1986)
- Broadcast News  (1987)
- Generations (1989–1991)
- Don't Tell Her It's Me (1990)
- Defending Your Life (1991)
- The Butcher's Wife (1991)
- Mr. Wonderful (1993)
- Central Park West (2nd season theme) (1996)
- Superstar (1999)
- Camp (2003) songs